# 斯科特·布赫茲
斯科特·布赫茲（Scott Buchholz，1968年3月27日—）是一位澳洲政治人物，他的黨籍是昆士蘭自由國家黨。自2010年開始，他是萊特選區選出的澳大利亞眾議院的議員。